# Annamanum indicum
Annamanum indicum är en skalbaggsart som beskrevs av Stefan von Breuning 1938. Annamanum indicum ingår i släktet Annamanum och familjen långhorningar. Inga underarter finns listade i Catalogue of Life.